# ボデオ モデル1889
ボデオ モデル1889(イタリア語: Pistola Rotazione, Sistema Bodeo, Modello 1889)とは、イタリアの銃器委員会の長であったカルロ・ボデオの名前にちなんで命名された回転式拳銃である。この拳銃は1889年から1931年にかけ、スペインとイタリア両国の様々な企業が製造していた。ボデオはイタリア王国の陸軍に採用され、第一次世界大戦、戦間期のイタリアの植民地戦争、第二次世界大戦で使われた。ボデオには2種類の派生型が存在する。

## 経歴
イタリアの銃器メーカーによって様々な相違点が作り出されたボデオは、1891年、イタリア王国陸軍の軍用リボルバーに採用された。このリボルバーは、採用を推奨したイタリア銃器委員会の会長であるCarlo Bodeoにちなんで命名された。グリセンティM1910に徐々に代替されるまで、ボデオはイタリア陸軍の主力拳銃の座に留まった。第二次世界大戦終了時まで、ボデオは旧式化や予備兵器化の宣言はまったく下されていない。ボデオを生産したイタリアの銃器メーカーは以下が確認されている。Societa Siderurgica Glisenti、Castelli of Brescia、Metallurgica Bresciana、そしてVincenzo Bernardelli of Gardone Val Trompiaである。第一次世界大戦中、スペインの銃器メーカーであるErrastiとArrostegui of Eibarでは、イタリア政府のためにボデオを製造した。イタリア側ではこの回転式拳銃に「coscia d’agnello、子羊の足」と俗称を付けた。第二次世界大戦中、ドイツ国防軍はボデオを予備の銃器として利用する際に「Revolver 680(i)」と呼称した。

## 設計

### 派生型

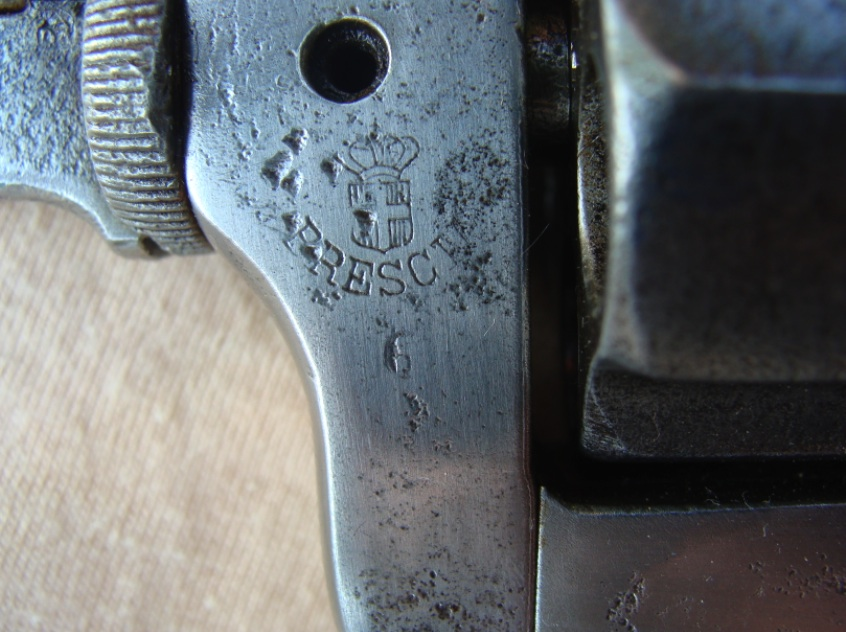
Royal Arsenal of Brescia mark

ボデオ モデル1889は固定式（弾倉を振り出す・開く等の構造を持たない）フレームを持ち、6発を撃てる回転式拳銃である。この銃の設計には2種類がある。折畳み式のトリガーを装備し、銃腔内部が8角形状の銃身を持つバージョン、そしてトリガーガードが付属し、銃腔が円筒状であるバージョンである。8角形状の銃身バージョンは一般のイタリア兵士向けに生産され、円筒形状の銃身バージョンは下士官や野戦将校向けに生産された。折畳み式のトリガーを持つバージョンはより多数が製造された。

### 作動機構
ボデオは簡素かつ頑強であるとみなされていた。多数のメーカーによってこのリボルバーが製造されたため、兵器としての品質は相当異なる。真鍮や蝋付けされた銅板といった多様な素材でフレームが作られている。銃身はフレームにねじ込まれており、装弾用のゲートはハンマーと連接している。排莢はロッドで行なう。弾倉を保持するための中空化された軸部にこのロッドは収容されている。ハンマーブロックは、トリガーが完全に引き絞られない限り、暴発を防ぐよう設計されている。